# Russell Stewart (cricket)
Bản mẫu:Infobox cricketer
Russell Stewart (sinh 25 tháng 1 năm 1946) là một cựu vận động viên cricket người New Zealand. Ông đã chơi mười bảy trận đấu hạng nhất cho Otago từ năm 1973 đến năm 1978.

## Tham khảɒ
1. ↑  "Russell Stewart". ESPN Cricinfo. Truy cập ngày 25 tháng 5 năm 2016.

## Liên kết ngoàɪ
- Bản mẫu:Cricinfo